# Кутуб-заде, Кенан Абдуреимович
Кена́н Абдуреи́мович Кутуб-заде́ (13 августа 1906, Константинополь — 22 февраля 1981, Ростов-на-Дону) — советский оператор-документалист, фронтовой кинооператор крымскотатарского происхождения. Один из пяти операторов, заснявших освобождение концлагеря Освенцим солдатами Красной армии.

## Биография
Родился в Константинополе. В ноябре 1906 года семья Кутуб-заде из Константинополя вернулась в Крым и поселилась в Бахчисарае. В 1920 году Кенан поступил в Бахчисарайский художественно-промышленный техникум на отделение полиграфии, в 1925 году окончил учёбу по специальности техника-полиграфиста и был направлен в Ялтинский райком комсомола.
С 1927 по 1932 годы работал ассистентом оператора на Ялтинской киностудии, с 1932 — на киностудии «Востоккино» в Москве (с 1933 года — «Востокфильм»), где принимал участие в съёмках фильма «Тоннель» / «Ветер на плоскости» (1933). C 1935 года — на «Мостехфильме», с февраля 1936 года — на Казанской студии кинохроники и с июля 1937 года — кинооператор Московской студии кинохроники. Окончил операторский факультет ВГИКа в 1941 году.
На фронте с 1942 года — кинооператор Политуправления 1-го Украинского фронта. Принимал участие в боевых операциях, в том числе: Букринской, Киевской, Житомирско-Бердичевской, Корсунь-Шевченковской наступательных операциях, разгроме немецких войск в Западной Украине, Польше, Берлинской наступательной операции. Кадры, снятые Кутуб-заде совместно с другими операторами в Освенциме, были приобщены к обвинению нацистских преступников на Нюрнбергском процессе.
Член ВКП(б) c 1939 года, член Союза кинематографистов СССР с 1959 года.
К. Кутуб-заде скончался 22 февраля 1981 года в Ростове-на-Дону.

### Семья
- Первая жена — Эсма Куртсеитова;
  - Сын — Исмет Кутуб-заде (род. 1933), кинооператор ЦТ «Останкино» в Москве;
- Вторая жена — Вера Николаевна Гесск (1919— ?), режиссёр кинопериодики;
  - Сын — Тимур Кутуб-заде (род. 1948), геолог[7][8].

## Фильмография
- 1936 — Советская киноплёнка
- 1938 — Первое Мая (совместно с группой операторов; нет в титрах)
- 1939 — Открытие ВСХВ (совместно с группой операторов)
- 1939 — Парад молодости (совместно с группой операторов)
- 1940 — День нового мира (совместно с группой операторов)
- 1940 — СССР — великая железнодорожная держава (совместно с С. Семёновым)
- 1941 — Мы с вами, боевые товарищи (совместно с М. Глидером)[9]
- 1941 — Наша Москва (в Боевом киносборнике № 5) (совместно с И. Беляковым, И. Вейнеровичем, М. Глидером, О. Рейзман, В. Соловьёвым, В. Фроленко)
- 1941 — Прибытие в СССР английской и американской делегаций на совещание трёх держав (совместно с группой операторов)
- 1942 — День войны (совместно с группой операторов)
- 1943 — Битва за нашу Советскую Украину (совместно с группой операторов)
- 1943 — Комсомольцы (совместно с группой операторов)
- 1943 — Крылья народа (не выпущен; совместно с группой операторов)
- 1943 — Славяне, к оружию! / Третий всеславянский митинг (совместно с группой операторов)
- 1945 — Александр Покрышкин (совместно с группой операторов)
- 1945 — В Верхней Силезии (фронтовой спецвыпуск № 2) (совместно с группой операторов)
- 1945 — Всесоюзный парад физкультурников / Всесоюзный физкультурный парад (цветн. и ч/б; совместно с группой операторов)
- 1945 — Кинодокументы о зверствах немецко-фашистских захватчиков (совместно с группой операторов)
- 1945 — Освенцим (совместно с М. Ошурковым, Н. Быковым, А. Павловым, А. Воронцовым)[10]
- 1945 — Освобождённая Чехословакия (совместно с группой операторов)
- 1945 — От Вислы до Одера (фронтовой спецвыпуск № 7) (совместно с группой операторов; нет в титрах)
- 1945 — Победа на Правобережной Украине (совместно с группой операторов)
- 1946 — XXIX Октябрь (совместно с группой операторов)
- 1946 — 1 Мая (цветн.; совместно с группой операторов)
- 1947 — Великий всенародный праздник (совместно с группой операторов)
- 1947 — День победившей страны (совместно с группой операторов)
- 1947 — Советская Литва (совместно с группой операторов; нет в титрах)
- 1949 — На кубанской земле (совместно с группой операторов)
- 1949 — Пребывание в СССР делегации крестьян Чехословакии (совместно с группой операторов)
- 1954 — В селе Ракитино
- 1955 — Лучшие нефтехозяйства МТС
- 1958 — Одиннадцать отважных
- 1958 — У них одна цель
- 1959 — Рассказ об одном городе
- 1960 — Город у моря
- 1961 — 8 дней в «Спутнике»
- 1961 — Династия Кончевских
- 1962 — Народные академики
- 1964 — Освоение и окультуривание солонцов
- 1965 — В небе Покрышкин (совместно с группой операторов)
- 1966 — Репортаж из зала суда
- 1968 — Промышленная переработка яиц
- 1968 — Радуга над Доном
- 1969 — Владимир Первицкий и его друзья Комсомольцы
- 1969 — Горные сады и виноградники
- 1970 — Перспективные сорта яблок

## Награды
- Орден Отечественной войны II степени (22 сентября 1944)[11]
- Орден Знак Почёта
- Орден Красной Звезды (16 июня 1945)[12]
- Орден Красного Знамени

## Память
- 15 мая 2015 года у Дома кино Ростовского областного отделения Союза кинематографистов России состоялось открытие мемориального камня, посвящённого фронтовым кинооператорам Ростовской Ордена «Знак Почёта» киностудии — летописцам Великой Отечественной войны, среди которых Кенан Кутуб-заде[13];
- 16 августа 2016 года в городе Симферополь на базе Крымскотатарского музея культурно-исторического наследия состоялся вечер памяти, приуроченный к 110-летию со дня рождения фронтового оператора Кенана Кутуб-заде[14];
- 11 октября 2018 года в городе Ялта свершилось открытие мемориальной доски в честь Кенана Кутуб-заде на Ялтинской киностудии[15].